# 루이 8세
루이 8세(프랑스어: Louis VIII le Lion, 1187년 9월 5일 - 1226년 11월 8일)는 1223년부터 1226년까지 프랑스 왕이다. 그는 또한 1216년부터 1217년까지 잉글랜드의 대립군주이기도 했다. 용맹함으로 사자왕(le Lion)이라는 별명이 붙었다.

## 가계
- 부인 : 블랑카 데 카스티야 - 카스티야왕 알폰소 8세의 딸
  - 루이 - 프랑스왕 루이 9세
  - 로베르 다르투아 - 아르투아가의 시조, 아르투아 백작
  - 알퐁스
  - 이사벨
  - 샤를 당주 (1227~1285) - 앙주 카페가의 시조, 시칠리아 왕국의 왕

| 전임 필리프 2세 | 프랑스의 왕 1223년 ~ 1226년 | 후임 성왕 루이 9세 |

| 전임 존 | 잉글랜드의 대립왕 1216년 ~ 1217년 9월 22일 | 후임 헨리 3세 |